# Stenotrema
Stenotrema é um género de gastrópode  da família Polygyridae.
Este género contém as seguintes espécies  (Ver Euchemotrema onde algumas delas também estão categorizadas.):
- Stenotrema altispira (Pilsbry, 1894)
- Stenotrema angellum Hubricht, 1858
- Stenotrema barbigerum (Redfield, 1856)
- Stenotrema blandianum (Pilsbry, 1903)
- Stenotrema brevipila (Clap, 1907)
- Stenotrema burringtoni Grimm, 1971
- Stenotrema calvescens Hubricht, 1961
- Stenotrema cohuttense (Clapp, 1914)
- Stenotrema deceptum (Clapp, 1905)
- Stenotrema depilatum (Pilsbry, 1895)
- Stenotrema edgarianum (Lea, 1841)
- Stenotrema edvardsi (Bland, 1856)
- Stenotrema exodon (Pilsbry, 1900)
  - Stenotrema exodon turbinella (Clench & Archer, 1933)
- Stenotrema florida Pilsbry, 1940
- Stenotrema hirsutum (Say, 1817)
  - Stenotrema hirsutum barbatum (Clapp, 1904)
- Stenotrema hubrichti Pilsbry, 1940
- Stenotrema labrosum (Bland, 1862)
- Stenotrema magnifumosum (Pilsbry, 1900)
- Stenotrema maxillatum (Gould, 1848)
- Stenotrema pilsbryi (Ferriss, 1900)
- Stenotrema pilula (Pilsbry, 1900)
- Stenotrema simile Grimm, 1971
- Stenotrema spinosum (Lea, 1830)
- Stenotrema stenotrema (Pfeiffer, 1842)
- Stenotrema unciferum (Pilsbry, 1900)
  - Stenotrema unciferum caddoense (Archer, 1935)
- Stenotrema waldense Archer, 1938